# Leptobrachella
Leptobrachella là một chi động vật lưỡng cư trong họ Megophryidae, thuộc bộ Anura. Chi này có 7 loài và 71% bị đe dọa hoặc tuyệt chủng.